# NGC 6286
NGC 6286 é uma galáxia espiral (Sb/P) localizada na direcção da constelação de Draco. Possui uma declinação de +58° 56' 15" e uma ascensão recta de 16 horas, 58 minutos e 31,6 segundos.
A galáxia NGC 6286 foi descoberta em 13 de Agosto de 1885 por Lewis A. Swift.